# Nufi
Le fe’efe’e, aussi  souvent appelé nufi, est une langue bamilékée de la région de l'Ouest du Cameroun. 

## Description
Il est parlé principalement dans le département du Haut-Nkam, dans les bourgades de la ville de Bafang (sauf autour de Kékem qui parle Ghomala'. 
Cependant, il est important de très rapidement souligner la nuance qui existe entre les mots fe'efe'e et nufi. La langue parlée dans le Haut-Nkam s’appelle le fe’efe’e. Comme avant l’arrivée des missionnaires français Barthelemie Tuem, Paul Gontier et ses compatriotes, la langue était seulement parlée et pas écrite, l’avènement et l’adoption d’un système d’écriture pour la langue fe’efe’e va tellement ébahir et émerveiller les villageois qu’ils s’exclameront : « nu fī » qui signifie littéralement chose nouvelle. Les abbés Tchamda et Tchuem ont immédiatement adopté ce mot nufi pour désigner la nouvelle dimension que prenait la langue fe’efe’e. 

## Histoire du nufi
Lors de l’expansion du christianisme, l’usage des langues locales constituaient un instrument nécessaire pour l’évangélisation des peuples païens. Ainsi, dès leur arrivée au Cameroun, les missionnaires étaient invités dans le pays Bamiléké à apprendre les langues locales. Avant l’arrivée des missionnaires au Cameroun, le pidgin ou encore « bush-english » et le douala étaient les langues en vigueur au Cameroun. Immédiatement après la fondation de la paroisse Banka-Bafang en 1924,  le père Paul Gontier suivi quelque temps après par le père Stoll, amorcent l’étude des langues bamilékées dans la perspective de pouvoir communiquer efficacement aux fidèles les enseignements de l’église. Ces deux pionniers ont jeté les bases de la traduction de l’Évangile en langue bamiléké. De là, découlent les premières recherches pour une transcription phonétique du fé’efé’e.
L’initiative fut poursuivie en 1930 par des ex-séminaristes dont Alphonse Tchamdjou et le catéchiste Victor Nemaleu qui traduisent des cantiques français et doualas en langues bamiléké. En 1940 le père Stoll composa sa grammaire comparée (tonétique des langues bantous) et mit sur pied un petit vocabulaire Français-Bamiléké . Un important pas venait d’être franchi pour l’écriture du bamiléké. De 1943 à 1949, les grands séminaristes Bamiléké de Yaoundé se préoccupèrent des moyens adaptés pour mieux faire passer le message chrétien à leurs compatriotes ; pour cela, ils traduisirent les évangiles, ébauchèrent une grammaire bamiléké,  établissant un petit vocabulaire théologique bamiléké. L’effort des premiers missionnaires fut poursuivi par les prêtres indigènes.

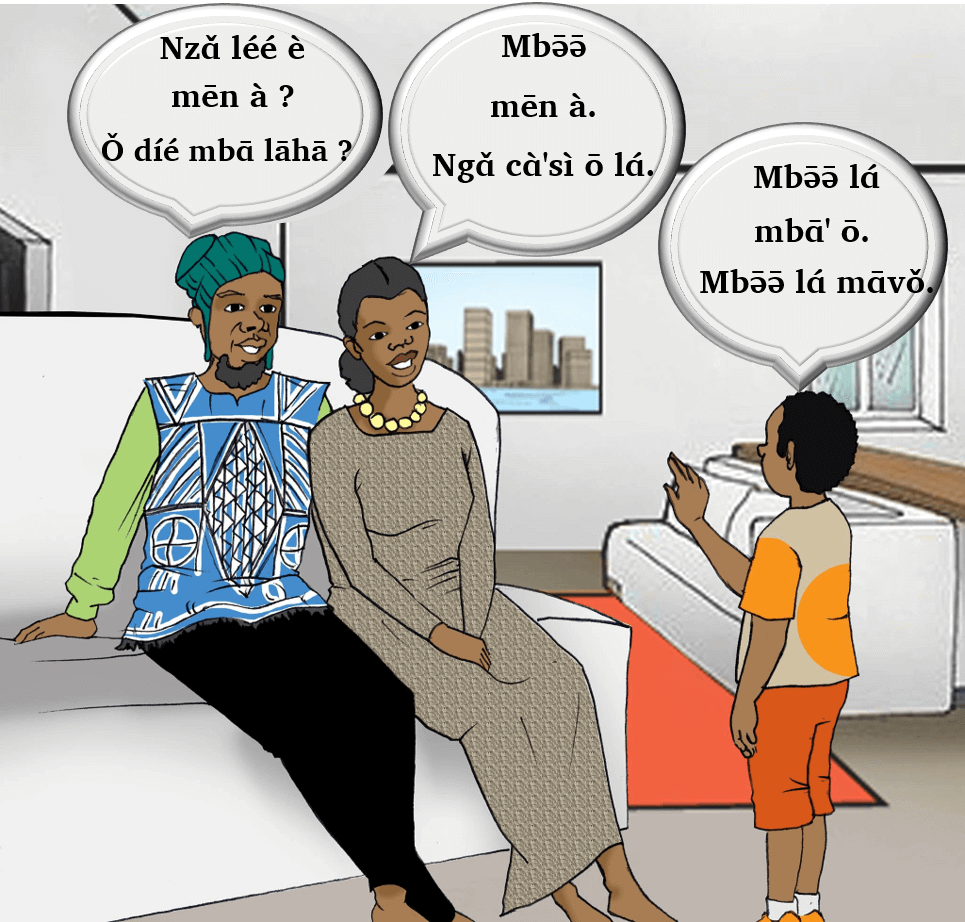
Conversation en nufi.

En 1951, l’abbé François Marie Tchamda, alors séminariste décida d’aider les Bamilékés à entendre les merveilles de Dieu en leur propre langue. Après le séminaire,  il fut affecté comme vicaire à Banka et c’est ici qu’il entreprit la transcription du fe’efe'’e pour répandre la doctrine chrétienne. Il réunit tous les cantiques et prières indigènes déjà existant,  en traduisit et composa de nouveaux, révisa et compléta les textes bibliques traduits au séminaire. De cet ensemble il composa le missel des Bamiléké qui parut en 1953. Ce nouvel instrument de base mit sur pied pour l’apostolat eut des échos, mais présenta une grosse difficulté : la difficulté pour les fidèles de déchiffrer les textes de leur missel. C’est alors que naquit l’idée d’initier les fidèles à la lecture du bamiléké. Tâche exécutée avec succès par les abbés F. M. Tchamda et B. Tchuem. Ils initièrent à la lecture les chrétiens pour la plupart illettrés. C’est ainsi que naquirent les écoles et le journal Nufi. Aussi, l’expérience Nufi devint une entreprise d’éducation permanente, englobant l’alphabétisation et des cours d’histoire, de géographie, de calcul, d’instruction civique et bien d’autres disciplines.
Les activités du Nufi ne se limitent pas aux seules disciplines scolaires type classique, elles englobent la danse, le théâtre, la pharmacopée indigène. Il s’agit de rendre la culture accessible à tous par le canal de la langue qu'ils comprennent et écrivent déjà bien,  bref tout ce qui concourt à l’expression de l’homme et à l’épanouissement de sa personnalité.  
Concernant le problème des langues, le synode de 1949 avait proposé ceci : « il devient absolument nécessaire d’entreprendre l’étude d’une langue indigène ; les autochtones du sud du vicariat peuvent comprendre toutes les langues Douala. Pour les Bamiléké,  la question s’avère difficile,  vu la diversité des dialectes : le synode adopte pour la généralité des Grassfields la langue Bafang… ». 

## Alphabet
L'alphabet nufi est basé sur l'alphabet général des langues camerounaises, qui est comme l'alphabet latin moderne avec quelques lettres additionnelles.
| Majuscules | A | Ɑ | B | C | D | E | Ə | F | G | Gh | H | I | J | K | L | M | N | Ŋ | O | Ɔ | P | S | Sh | T | U | Ʉ | V | W | Y | Z | Zh | ʼ |
| Minuscules | a | ɑ | b | c | d | e | ə | f | g | gh | h | i | j | k | l | m | n | ŋ | o | ɔ | p | s | sh | t | u | ʉ | v | w | y | z | zh | ʼ |

Remarques :
- L’alpha ‹ Ɑ, ɑ › utilisé au Cameroun a souvent la forme de l’alpha grec classique autant en majuscule qu’en minuscule :
.
- Le ‹ ə › U+0259 (‹ Ə › U+018F en majuscule) utilisé au Cameroun n'est pas à confondre avec le ‹ ǝ › U+01DD (‹ Ǝ › U+018E en majuscule).